# Afghanistans hær
Afghanistan's hær eller (pashtu:) ‏د افغانستان ملياردو, (persisk:) ‏اردوی ملی افغانستان, Afghan National Army (ANA) er et værn i Militæret i Afghanistan (اردوی ملی افغانستان).
Hæren er under optræning (pr. 2017), af koalitionstyrkerne som deltager i Operation Resolute Support, med det mål at blive i stand til selv at sørge for landets sikkerhed.

## Historie
Afghanistans hær blev officielt etableret i 1880'erne da landet blev styret af Emir Abdur Rahman Khan.
Hæren var under optræning af International Security Assistance Force indtil d. 28. december 2014 med det mål at blive i stand til selv at sørge for landets sikkerhed.

## referencer
1. ↑  NGO'er: NATO skal holde sig fra nødhjælp i Afghanistan
2. ↑  British Battles: Second Afghan War (Battle of Maiwand)
3. ↑  British Battles: Second Afghan War (March to Kandahar and the Battle of Baba Wali)